# ウィリアム・ヴィリアーズ (第2代ジャージー伯爵)

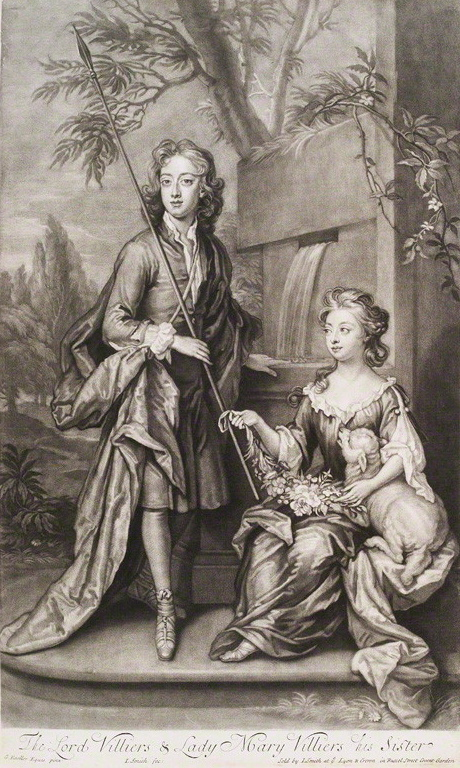
第2代ジャージー伯爵と妹メアリー、1700年。

第2代ジャージー伯爵ウィリアム・ヴィリアーズ（英語: William Villers, 2nd Earl of Jersey、1682年 – 1721年7月13日）は、イングランド貴族。ヴィリアーズ家の出身で、1697年から1711年までヴィリアーズ子爵の儀礼称号を使用した。

## 生涯
初代ジャージー伯爵エドワード・ヴィリアーズとバーバラ・チフィンチ（Barbara Chiffinch）の長男として生まれた。1699年にケンブリッジ大学クイーンズ・カレッジに入学、1700年にM.A.の学位を修得した。1701年に財務省出納官の職を得たが、翌年のアン女王即位にあたり、年金を引き換えに辞任せざるを得なかった。
1705年にケント選挙区で当選して庶民院議員になり、トーリー党の一員として活動したが庶民院での影響力は小さく、1708年イギリス総選挙での立候補が支持されなかった一因となった。1711年8月25日に父が死去するとジャージー伯爵の爵位を継承、以降も貴族院でトーリー党の一員としてふるまった。1721年7月13日に死去、長男ウィリアムが爵位を継承した。

## 家族
1705年3月22日、ジュディス・ハーン（Judith Herne、1735年7月22日没、フレデリック・ハーンの一人娘）と結婚、2男1女をもうけた。
- バーバラ（1761年6月11日没） - 1725年9月20日に第2代準男爵サー・ウィリアム・ブラッケット（英語版）と結婚、1729年3月13日にビュシー・マンセル（後の第4代マンセル男爵）と結婚。マンセル男爵との間で1女をもうけた
- ウィリアム（1707年 – 1769年） - 第3代ジャージー伯爵
- トマス（1709年 – 1786年） - 初代クラレンドン伯爵